# Carmen Sallés
Carmen Sallés y Barangueras (9 de abril de 1848, Vic, Barcelona – 25 de julio de 1911, Madrid) fue una religiosa española conocida por fundar la Congregación de las Religiosas Concepcionistas Misioneras de la Enseñanza, bajo el principio de igualdad entre hombres y mujeres, considerando que la mujer de finales del siglo XIX debía ser digna de una educación académica y de valores cuya nota característica fue el amor filial a la Virgen María. Beatificada el 15 de marzo de 1998 y canonizada el 21 de octubre de 2012 por el papa Benedicto XVI en Ciudad del Vaticano. Su carisma sigue vivo, extendiéndose a través de sus colegios.

## Biografía
Nace  en Vich el 9 de abril de 1848. Hija de José Sallés y Vall y Francisca Barangueras y de Planell. Es la segunda de diez hermanos. Estudió en la Orden de la Compañía de María en Manresa. Ingresa en el noviciado de las Adoratrices de Barcelona, pasando después por una Congregación de Religiosas fundadas por el P. Coll dedicadas a la enseñanza y educación: las Dominicas de la Anunciata. Encuentra finalmente su misión al fundar en 1892 bajo la protección del Obispo de Burgos, la congregación de Religiosas Concepcionistas Misioneras de la Enseñanza, que actualmente sigue dedicándose por diversos países entre los que se encuentra España, Brasil, Venezuela, República Dominicana, México, Japón, Corea, Filipinas, India, Indonesia, Estados Unidos, República Democrática del Congo, Camerún, Guinea Ecuatorial, República del Congo, Roma. Muere en Madrid el 25 de julio de 1911. Beatificada el 15 de marzo de 1998, y canonizada el 21 de octubre de 2012. Miles de alumnos, como por ejemplo en Pozoblanco, siguen creciendo en centros concepcionistas guiados por su ejemplo.